# Harrods
Harrods è un grande centro commerciale di lusso con oggetti, abbigliamento e servizio esclusivo. Si trova in una delle zone più ricche di Londra ed è collocato in Brompton Road. Fa ormai parte delle icone che rappresentano Londra, e quindi è diventato una vera e propria meta turistica, al di là dello shopping. È di proprietà della società Harrods Limited, attualmente detenuta dalla Qatar Investment Authority, fondo sovrano del Qatar.
I suoi slogan «dallo spillo all'elefante» e "tutto per tutti ovunque" (Omnia Omnibus Ubique - everything for everybody everywhere) indicano l'estrema varietà di articoli che vi vengono messi in vendita.

## Origini e storia
Harrods iniziò le attività in Cable Street nell'East End di Londra, venne fondato nel 1834 da Charles Henry Harrod, un droghiere proveniente dall'Essex. Nel 1849 il magazzino venne trasferito nell'elegante quartiere di Knightsbridge, proprio di fronte ad Hyde Park.
Grazie al lungimirante lavoro di Charles Henry Harrod, il quale era già commerciante di prodotti alimentari e in particolare di tè e prodotti da forno, e a quello di suo figlio, gli affari nella ricca zona di Londra già a quel tempo prosperano, per merito della scelta di prodotti ad altissima qualità. Negli anni seguenti si è allargato inglobando i negozi vicini, fino alla costruzione dell'attuale edificio, dove nel 1898 è stata installata una delle prime scale mobili del mondo. 
Harrods fu comprato nel 1985 da Mohamed Al-Fayed, per 300 milioni di sterline. Al-Fayed fece installare all'ultimo piano  una propria statua di cera che lui stesso si fece realizzare dal museo delle cere Madame Tussaud's. 
L'8 maggio 2010 Al-Fayed vendette Harrods alla Qatar Holding per 1,5 miliardi di sterline (circa 1,7 miliardi di euro).

## Edificio

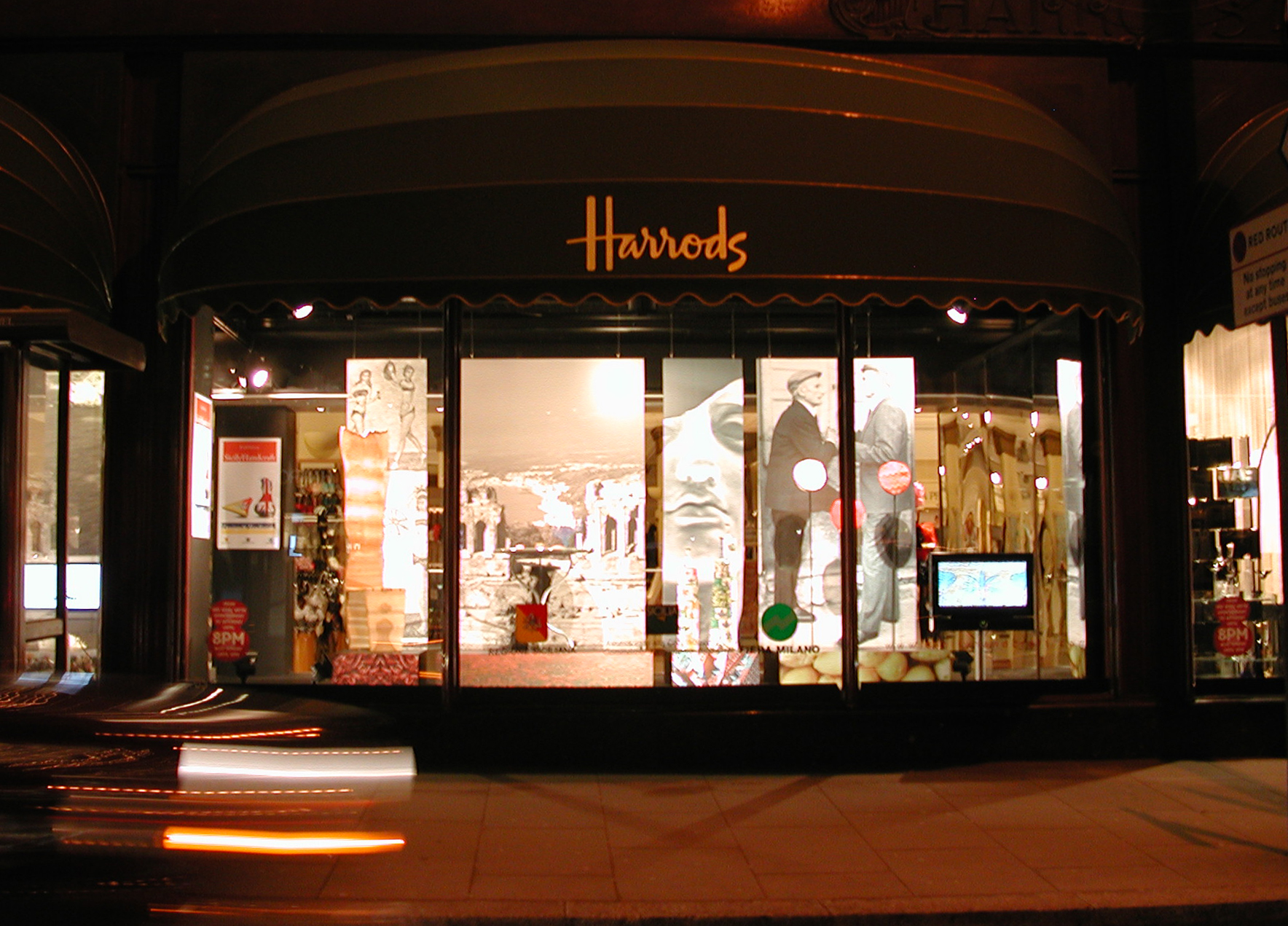
Vetrina su Brompton road

Il palazzo in cui ha sede Harrods, la cui superficie è di oltre 200000 m², è composto di 7 piani (di cui due interrati) ed è suddiviso in oltre 300 reparti, con una superficie complessiva di oltre 90000 m² riservati alla vendita.
Al piano terra, alcuni dei grandi saloni sono stati decorati ai primi del Novecento con maioliche che richiamano i prodotti alimentari venduti in quel settore (verdura, carne, pesce...). 

Una sezione, sviluppata in verticale attorno ad una colonna di scale mobili e rinnovata durante la proprietà Al Fayed, è ispirata invece all'Antico Egitto; per un certo periodo ha ospitato un memoriale di Lady Diana e Dodi Al-Fayed con una fontana e un bassorilievo in stile egizio. Poco distante, vicino alle scale, si trova ancora una statua di Dodi Al-Fayed e Lady Diana, sul cui piedistallo è posta la scritta "Innocent victims" (= vittime innocenti). Una targa reca la scritta "In memoria di Diana, Principessa del Galles, e di Dodi Al-Fayed, uccisi il 31 agosto 1997", e un album è a disposizione dei clienti per lasciare una dedica. 

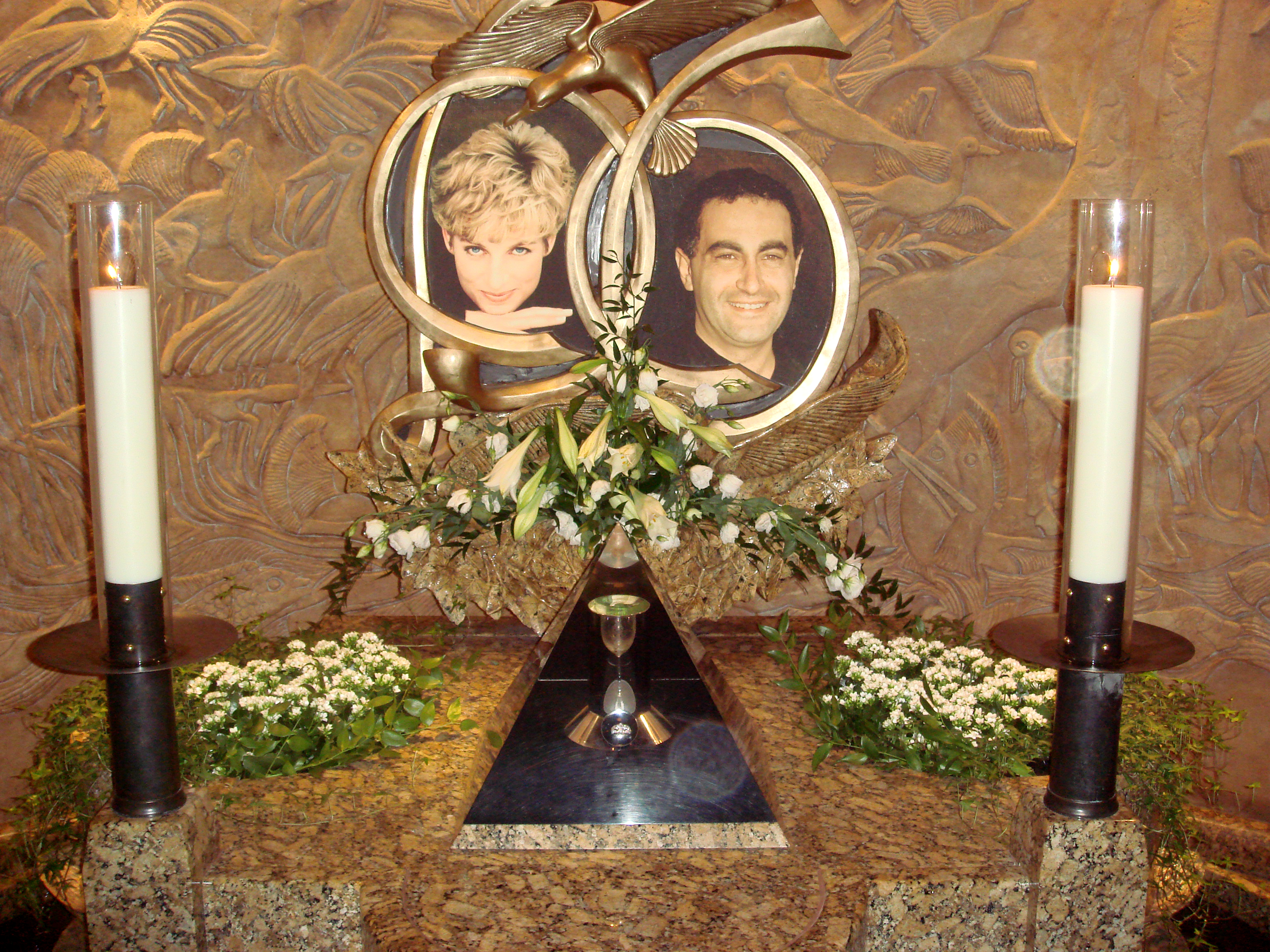
Diana e Dodi (1998)

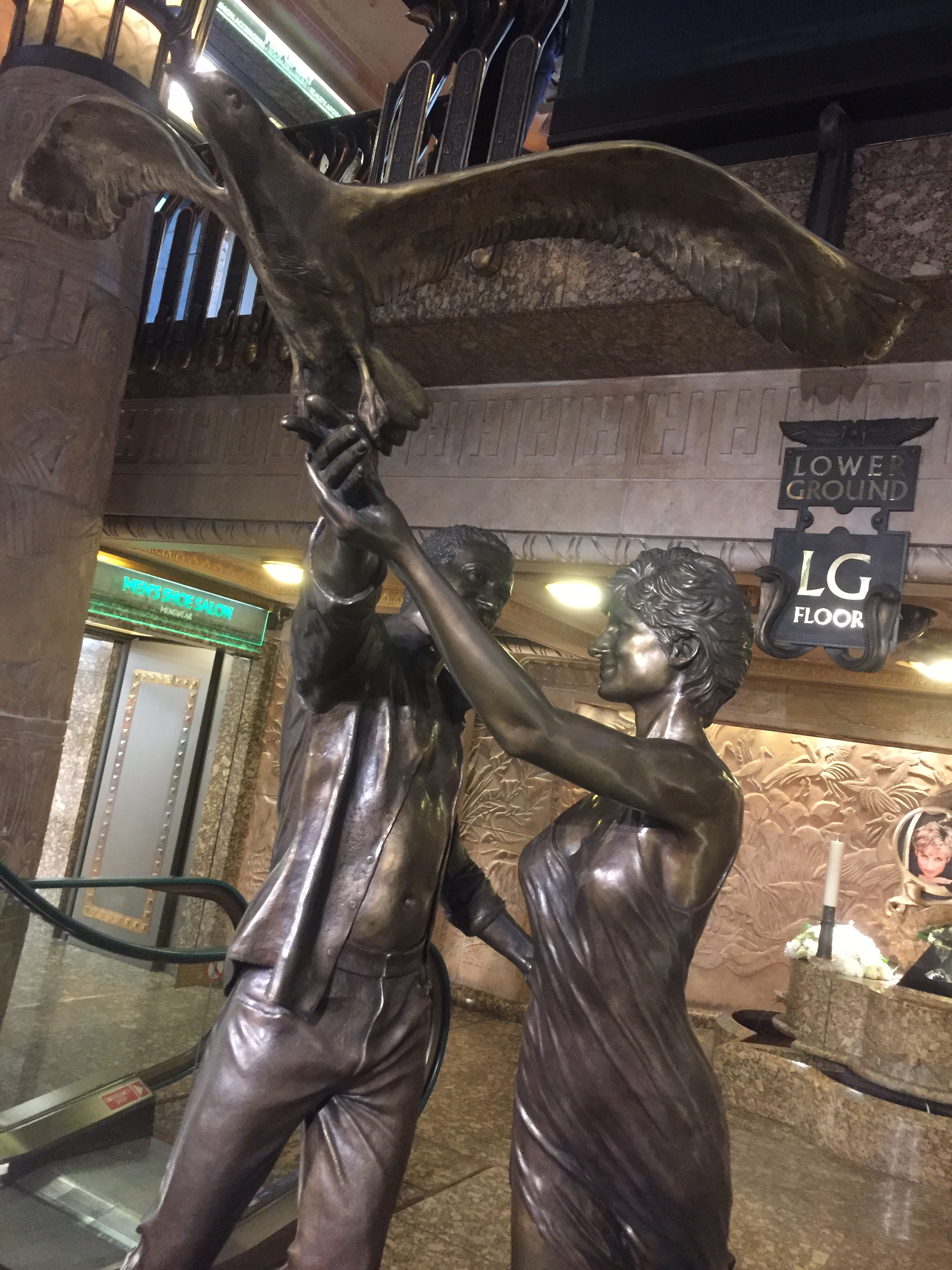
Statua di Diana e Dodi

Tutti i piani sono collegati da 146 ascensori, che percorrono in un anno 80 000 chilometri (quasi due volte il giro del mondo) e da numerose scale mobili, una delle quali, installata nel 1898, è fra le prime al mondo. I reparti che si trovano allo stesso piano sono collegati tra di loro tramite corridoi e percorsi delimitati. 
L'esterno viene illuminato da 11 300 lampadine e l'ingresso è dotato di 10 porte.
È dotato di 300 linee telefoniche, con tremila derivazioni interne che ricevono in media 12 000 chiamate ogni giorno.

## L'attività commerciale
Harrods ha un unico punto vendita principale, a Londra e non ha succursali, se non 11 punti vendita in aeroporti asiatici ed europei. In Italia Harrods è presente unicamente a Porto Cervo, Sardegna, dove sono stati allestiti diversi stand, aree ricreative e passeggiate annessi.
I dipendenti sono 5 000, tra commessi, detective, vigili del fuoco e infermieri.
All'entrata è posto un cartello dove vengono indicate alcune norme di comportamento. Dato che la merce esposta in molti casi è di grande valore ci sono ovunque agenti di sicurezza che invitano in maniera molto decisa a rispettare le regole se si vuole restare nel magazzino.
Dodici milioni di clienti ogni anno acquistano nel negozio e ne escono con in mano le celebri buste verdi a scritte con placcatura dorata.
Tra i prodotti in vendita anche linee esclusive ed oggetti di altissimo valore, come diamanti da 64,9 carati, i sandali più costosi del mondo (con 642 rubini -120 carati in totale- montati su platino), orologi d'oro tempestati di diamanti al prezzo di 600 000 euro.

### Stagione dei saldi
L'apertura della stagione dei saldi è celebrata con un rito d'apertura costante tutti gli anni: una celebre madrina giunge, su una carrozza trainata da due cavalli neri, davanti alle 10 porte d'ingresso, dove è ricevuta dal proprietario in smoking nero. Per questa cerimonia, una volta Mohamed Al-Fayed, precedente proprietario, chiamò Sophia Loren.